# Architektura 64-bitowa
Architektura 64-bitowa – architektura komputera, w której słowa, adresy i inne dane mieszczą się w najwyżej 64 bitach pamięci.
Architektura 64-bitowa początkowo znalazła zastosowanie w superkomputerach oraz maszynach wielu ośrodków naukowych i firm, gdzie potrzebna jest duża moc obliczeniowa. Obecnie upowszechniła się na komputerach osobistych i smartfonach.

## Szerokość szyn w architekturze 64-bitowej
Termin „architektura 64-bitowa” nie musi odnosić się do szerokości szyny danych oraz możliwości adresowych takiego procesora (szerokości szyny adresowej). Przykładowo procesory UltraSPARC połączone za pomocą Sun Fireplane Interconnect posiadają 32-bajtową szerokość szyny danych, czyli 256-bitową. 
W odniesieniu do możliwości adresowania pamięci, 64 bity określają liczbę możliwych do zaadresowania komórek (bajtów). Istnieje 264 wariacji 64-bitowego adresu, czyli bezpośrednio można adresować 18 446 744 073 709 551 616 bajtów tzn. 16 EiB. Jest to kolejny postęp w stosunku do architektury 32-bitowej, gdzie występowało ograniczenie na fizycznie adresowalny obszar pamięci do 4 GiB. W przypadku pewnych architektur procesorów 32-bitowych stosowano techniki umożliwiające obejście tego ograniczenia poprzez zwiększenie ilości fizycznych linii adresowych i stosowne modyfikacje w jednostkach MMU komputerów (np. w x86 – PAE). W obecnie produkowanych procesorach 64-bitowych z reguły stosuje się mniejszą niż 64 bity szerokość szyny adresowej, co w sposób bezpośredni przekłada się na wielkość pamięci operacyjnej RAM, jaką można podłączyć do tych procesorów. Ograniczenie to wynika z chęci zmniejszenia kosztów produkcji procesorów oraz układów wspomagających, a z drugiej strony z faktu, że jeszcze przez wiele lat taka ilość pamięci (16 EB) nie będzie potrzebna do zainstalowania w systemie. Dlatego też producenci początkowo dla architektury AMD64 zastosowali szynę adresową o szerokości 40 bitów, która pozwalała zaadresować pamięć o wielkości do 1 TB, aby w momencie wejścia mikroarchitektury AMD K10 rozszerzyć ją do 48 bitów i możliwości adresowania do 256 TB. Aktualnie (2019 r.) architektura AMD64 pozwala na rozszerzenie adresowania maksymalnie do 52 bitów (czyli 4 PB), co jest ściśle związane z ograniczeniem formatu elementów tablic stron wykorzystywanych przy stronicowaniu pamięci.